# UFC Fight Night: Poirier vs. Johnson
UFC Fight Night: Poirier vs. Johnson var en MMA-gala som arrangerades av Ultimate Fighting Championship och ägde rum 17 september 2016 i Hidalgo i USA.